# Leonas Lešinskas
Leonas Lešinskas MIC (* 14. Februar 1924 in Pailiai, Rajongemeinde  Šiauliai, Bezirk Šiauliai; † 16. September 2004 in Marijampolė, Litauen) war ein litauischer römisch-katholischer Geistlicher und Theologe.

## Leben
1951 absolvierte er das Studium am Priesterseminar Kaunas und promovierte 1967 in Theologie. 1950 trat er den Marianern bei. Ab 1950 war er Vikar in Kaišiadorys, von 1963 bis 1968 lehrte er am Priesterseminar Kaunas und war Studienpräfekt. Von 1993 bis 1998 lehrte er in der höheren pädagogischen Schule Marijampolė und an der Katechetenschule im Bistum Vilkaviškis. Ab 1993 war er Altarist in Marijampolė. 1995 wurde er habilitierter Doktor.